# Tess Holliday
Pour les articles homonymes, voir Holliday.
Tess Holliday, de son vrai nom Ryann Maegen Hoven, née le 5 juillet 1985 à Laurel dans le Mississippi (États-Unis), est un mannequin américain de grande taille, qui a également des activités d'écrivaine, de blogueuse et de maquilleuse. Blogueuse sur Instagram, elle publie en 2017 le livre The Not So Subtle Art of Being A Fat Girl: Loving The Skin You're In.

## Biographie
Jeune, elle se passionne déjà pour la mode.

## Engagement
Elle lutte contre la discrimination sur les femmes en surpoids, victime de la pression de la société.

## Vie privée
Elle s'est mariée avec l'homme d'affaires Nick Holliday en 2015. Le couple a un garçon, Bowie Juniper Holliday.
En 2019, elle fait son coming out en tant que pansexuelle.

## Publications
- (en) The Not So Subtle Art of Being A Fat Girl: Loving The Skin You're In, Weldon Owen, 26 septembre 2017, 304 p. (ISBN 9781681883236).